# Кёльнская высшая школа музыки
Кёльнская высшая школа музыки (нем. Hochschule für Musik Köln) — крупнейшая консерватория Европы, расположенная в Кёльне. По состоянию на 2004/2005 учебный год в ней обучалось более тысячи студентов, не считая почти пятисот студентов в филиалах в Ахене и Вуппертале.

## Исторический очерк
Основана в 1850 году под патронатом городских властей Кёльна после того, как действовавшая в 1845—1849 гг. частная консерватория Генриха Дорна закрылась в связи с отъездом руководителя. За первые 50 лет работы через консерваторию прошли 2837 студентов. После объединения в 1972 году с прежде независимыми консерваториями Ахена и Вупперталя получила название Государственной высшей школы музыки Рейнланда (нем. Staatliche Hochschule für Musik Rheinland), в 1987 году приобрела нынешнее наименование. С 2009 года официально называется Высшей школой музыки и танца (нем. Hochschule für Musik und Tanz), однако, на практике по-прежнему именуется Высшей школой музыки (нем. Hochschule für Musik).

## Руководители консерватории
- Фердинанд Хиллер (1850—1884)
- Франц Вюльнер (1884—1902)
- Фриц Штайнбах (1903—1914)
- Герман Абендрот и Вальтер Браунфельс (1915—1933)
- Карл Хассе (1935—1945)
- Вальтер Браунфельс (1946—1947)
- Ханс Мерсман (1947—1957)
- Хайнц Шрётер (1957—1972)
- Зигфрид Пальм (1972—1976)
- Франц Мюллер-Хойзер (1976—1997)
- Вернер Ломан (1997—2002)
- Йозеф Прочка (2002—2009)
- Райнер Шухен (2009—2013)
- Хайнц Гойен (2013—2021)
- Тильман Клаус (с 2021 г.)